# Heřman Antonín Jelínek
Heřman Antonín Jelínek (auch: Hermann Anton Gelinek; * 8. August 1709 in Hořiněves; † 5. Dezember 1779 in Mailand) war ein tschechischer Komponist und Violinvirtuose.

## Leben
Jelínek trat 1728 in das Prämonstratenserkloster Seelau ein. Er studierte in Wien und empfing dort seine Priesterweihe. Nach seiner Rückkehr wurde Jelínek Violinist, Organist und Chorleiter des Ordensstifts Seelau. Die kirchenmusikalische Tätigkeit erfüllte Jelínek nicht, zweimal flüchtete er aus dem Kloster und trat öffentlich auf. Seit 1760 lebte er als Violinvirtuose in Paris und trat u. a. vor Ludwig XV. auf. Danach bereiste er Italien, wo er den Künstlernamen Cervetti verwendete. Er komponierte Kirchenmusik, Sonaten und Violinkonzerte. Ein großer Teil der Handschriften seiner geistlichen Kompositionen befindet sich im Kloster Želiv.
Sein Bruder Jan Jelínek (auch Johann Gelinek; * um 1710 in Hořiněves, † um 1780 in Prag) war ein tschechischer Organist und Komponist. Er wirkte an verschiedenen Kirchen Prags als Organist. Seine kirchenmusikalischen Werke sind verloren gegangen. Er wurde in der älteren Literatur oft mit dem Benediktinerpater Ivan Jelínek (1683–1759) verwechselt, von dem ein Band mit Lautenmusik erhalten ist.